# Temnaspis westwoodii
Temnaspis westwoodii es una especie de coleóptero de la familia Megalopodidae.

## Distribución geográfica
Habita en Manila (Filipinas).